# Lumeau
Lumeau ist eine französische Gemeinde mit 137 Einwohnern (Stand: 1. Januar 2022) im Département Eure-et-Loir in der Region Centre-Val de Loire. Sie gehört zum Arrondissement Châteaudun und ist Mitglied im Gemeindeverband Communauté de communes Cœur de Beauce.

## Geographie
Lumeau liegt etwa 25 Kilometer nordnordwestlich von Orléans. Umgeben wird Lumeau von Nachbargemeinden Tillay-le-Péneux, Bazoches-les-Hautes und Baigneaux im Norden, Poupry im Osten, Terminiers im Süden sowie Loigny-la-Bataille im Westen.

## Geschichte
Am 2. Dezember 1870 fand hier während des Deutsch-Französischer Kriegs die Schlacht bei Loigny und Poupry statt (Kampf bei Lumeau und Neuvilliers).

## Sehenswürdigkeiten

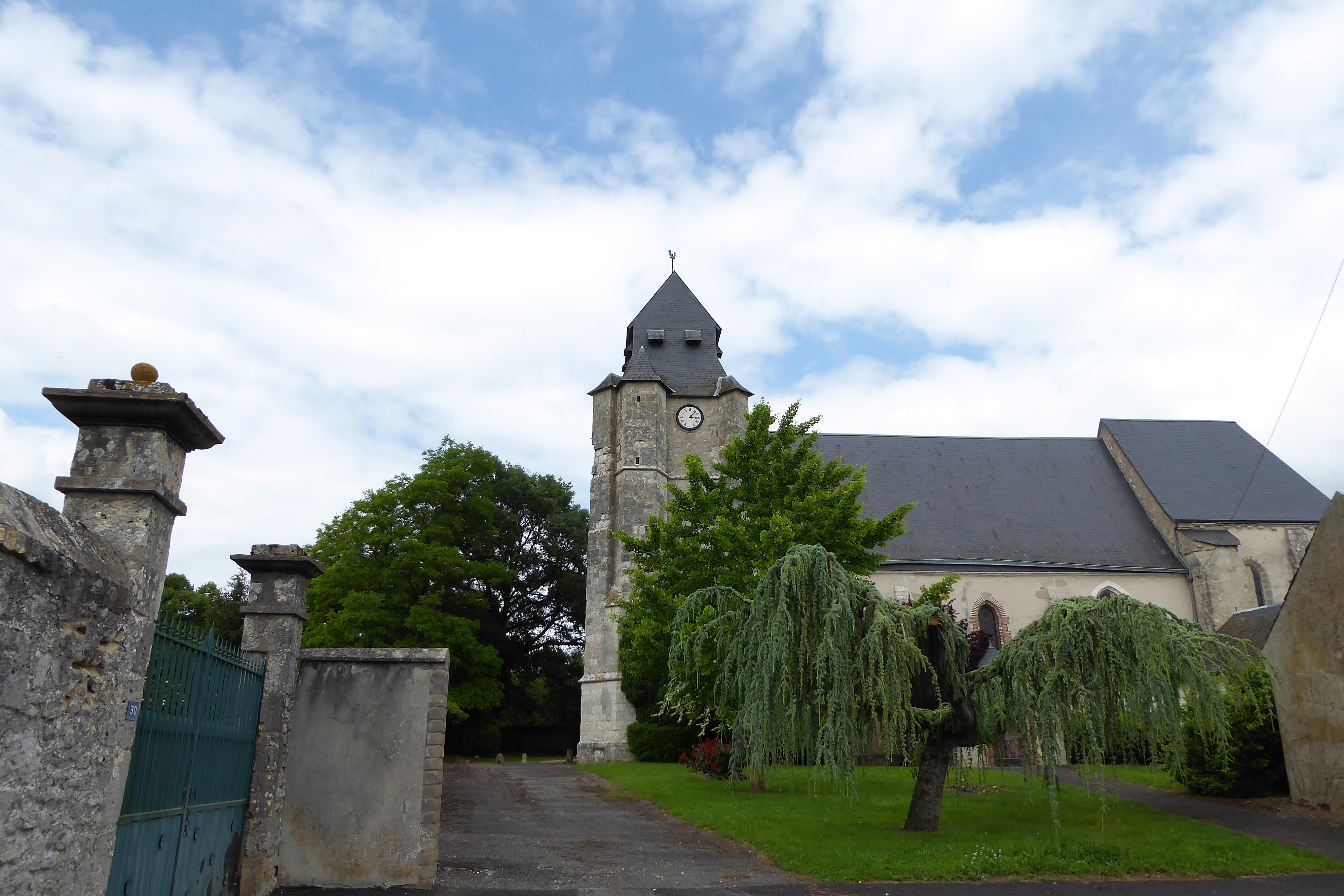
Kirche Saint-Pierre
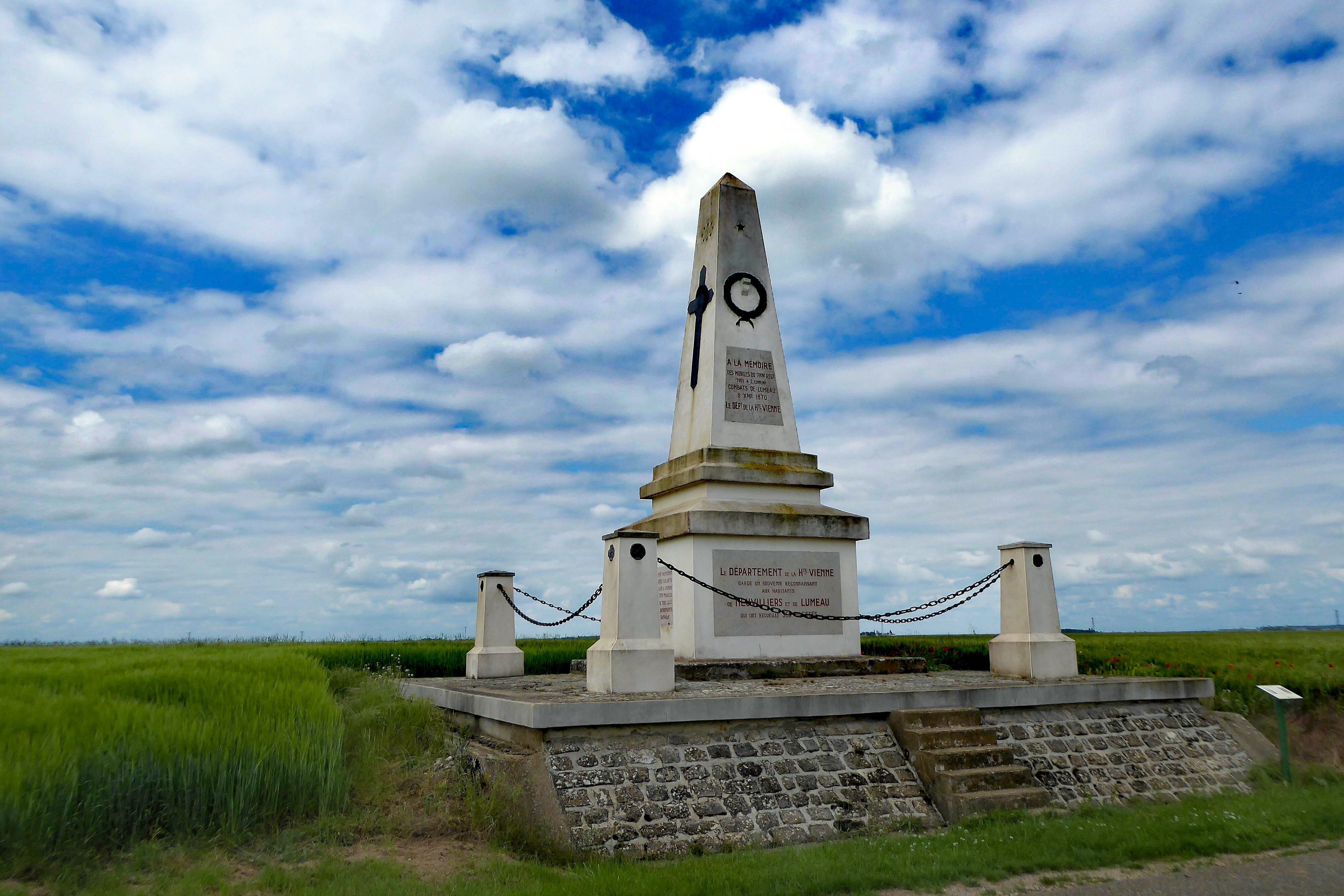
Ossuarium

- mittelalterliche Kirche Saint-Pierre de Lumeau.
- Ossuarium Monument des mobiles à Neuvilliers (Schlacht bei Loigny und Poupry, Kampf bei Lumeau und Neuvilliers 2 XII 1870) ; Denkmal für 1100 französische und 40 deutsche Soldaten.